# Radu Gabrea

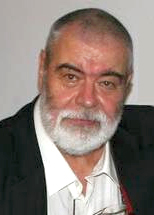
Radu Gabrea (2009)

Radu Bartholomeu Gabrea (* 20. Juni 1937 in Bukarest, Rumänien; † 9. Februar 2017) war ein rumänischer Filmregisseur, Drehbuchautor und Produzent.

## Leben
Radu Gabrea machte 1968 sein Diplom an der Bukarester Theater- und Filmhochschule (Institutul de Artă Teatrală și Cinematografică „I.L. Caragiale“). Mit seinen ersten beiden Spielfilmen Zu klein für einen so grossen Krieg und Jenseits des Sandes, die beide auch auf dem Festival von Cannes gezeigt wurden, war Gabrea ebenso wie der Regisseur Lucian Pintilie ein wichtiger Vertreter des Neuaufbruchs im rumänischen Film nach 1968. Als sein zweiter Film Jenseits des Sandes in Rumänien verboten wurde, ging er ins Exil. Von 1974 bis 1997 lebte und arbeitete er in der Bundesrepublik Deutschland. Im Jahr 1986 wurde er an der Université catholique de Louvain in Belgien promoviert, mit einer Dissertation zum Thema „Werner Herzog und die rheinische Mystik“ (französische Buchausgabe unter dem Titel Werner Herzog et la mystique rhénane beim Verlag L’âge d’homme, Lausanne, 1986).
Ab 1998 war Gabrea wieder in Bukarest tätig, zunächst als Präsident des Nationalen Filmbüros im rumänischen Kulturministerium, anschließend als Produzent, Regisseur und Autor. Gabrea lehrte auch an der Hochschule für Theater und Film in Bukarest.
2011 wurde er mit dem Bundesverdienstkreuz am Bande ausgezeichnet.
Er war mit der Schauspielerin Victoria Cociaș verheiratet.

## Filme als Regisseur (Auswahl)
- Prea mic pentru un război atît de mare/Zu klein für einen so grossen Krieg (RU 1969)
- Dincolo de nisipuri/Jenseits des Sandes (RU 1973)
- Fürchte dich nicht, Jakob!, nach der Erzählung „Die Osterkerze“ von Ion Luca Caragiale (D 1981)
- Ein Mann wie E.V.A. (D 1984)
- Ein Unding der Liebe, Fernsehfilm in zwei Teilen nach dem Roman von Ludwig Fels (D 1986)
- The Secret of the Ice Cave/Das Geheimnis des Mondtals (D/USA 1989)
- Ins Blaue, Fernsehfilm nach der Erzählung von Klaus Modick (D 1991)
- Rosenemil, nach dem Roman von Georg Hermann (D/FR/CH 1993)
- Gipfelkonferenz, Fernsehfilm (RU 1996)
- Struma, Doku. (RU 2001)
- Noro (RU 2002)
- Goldfadens Vermächtnis, Doku. (RU 2004)
- Der geköpfte Hahn, nach dem Roman von Eginald Schlattner (RU/D/UNG/Ö 2007)
- Grubers Reise, nach Motiven von Curzio Malaparte (RU/UNG 2008)
- Rote Handschuhe, nach dem gleichnamigen Roman von Eginald Schlattner (RU 2010)
- Und sie sind vergangen wie der Wind … Das Barascheum-Theater, Doku. (RU 2010)
- Trei zile până la Crăciun/Drei Tage bis Weihnachten, Doku. (RU 2011)
- Evrei de vânzare/Juden zu verkaufen, Doku.(RU 2012)
- O poveste de dragoste, Lindenfeld/Eine Liebesgeschichte, Lindenfeld (RU 2014)
- Împărăteasa roșie. Viața și aventurile Anei Pauker/Rote Kaiserin.Leben und Abenteuer der Ana Pauker, Doku. (RU 2016)
- Das Klavier im Nebel/Pianul în ceață, nach dem gleichnamigen Roman von Eginald Schlattner, Fragment (RU 2018)